# Griže (Žalec, Slovenija)
Griže je naselje u slovenskoj Općini Žalecu. Griže se nalazi u pokrajini Štajerskoj i statističkoj regiji Savinjskoj. 

## Stanovništvo
Prema popisu stanovništva iz 2002. godine naselje je imalo 627 stanovnika.